# Област Ашикита
Област Ашикита (јап. 天草郡) "Ashikita-gun" је област у префектури Кумамото, Јапан.
По попису из 2003. године, област Ашикита је имала 27.264 становника са густином насељености 101,94 становника по квадратном километру. Укупна површина је 267,45 км².

## Вароши и села
- Ашикита
- Цунаги

## Спајања
- 1. јануара 2005. године, варош Таноура спојена је у проширену варош Ашикита.

32° 17′ 00″ С; 130° 31′ 53″ И / 32.283457° С; 130.531258° И